# Gonars
Gonars est une commune italienne de la province d'Udine dans la région Frioul-Vénétie Julienne en Italie.

## Histoire
Le 23 février 1942, le régime fasciste y construit le camp de concentration de Gonars, principalement pour des prisonniers de Slovénie et de la Croatie.
Le camp est dissous le 8 septembre 1943, immédiatement après la capitulation italienne.

## Géographie

### Hameaux
Ontagnano, Fauglis, Bordiga

### Communes limitrophes
Bagnaria Arsa, Bicinicco, Castions di Strada, Palmanova, Porpetto, Santa Maria la Longa, Torviscosa